# حماية خلوية
الحماية الخلوية (بالإنجليزية: Cytoprotection)‏ هي العملية التي تقوم بها المركبات الكيميائيّة بحماية الخلايا ضد العوامل الضارة.
على سبيل المثال، الحامي الخلوي في المعدة هو أي دواء يهاجم التقرحات؛ ليس من خلال تقليل حمض المعدة ولكن بزيادة الحماية المخاطيّة. أمثلة على عوامل الحامية الخلويّة المعديّة: بروستاغلاندين الذي يحمي مخاط المعدة ضد الأذى الناتجة عن زيادة إفراز مخاط المعدة. تثبط الأدوية المضادة للالتهاب اللاستيرويديّة صناعة بروستاغلاندين، مما يجعل المعدة أكثر حساسيّة للأذى. أدوية الحماية الخلوية في المعدة: كربينوكزولون، وخلاصة نبات السوس (عرقسوس)، وسكرالفات (هيدروكسيد الالمنيوم وكبريتيد السكروز)، وميزوبروستول (نظير بروستاغلاندين)، وتمخلب بزموت (بزموت ثنائي السيتريت ثلاثي البوتاسيوم).